# Lễ hội Ramưwan
Lễ hội Ramưwan  (Ramâwan) của người đồng bào dân tộc Chăm Bà ni tại Nam Trung Bộ. Được xem giống như là tết của người Việt Nam hay giáng sinh của phương Tây.

## Thời gian
Do tôn giáo Chăm Bani có ảnh hưởng của Hồi Giáo, nên Ramưwan trùng ngày với Ramadan của Hồi Giáo. Lưu ý rằng, chỉ trùng ngày tháng, ngoài ra không giống gì khác. Lưu ý thêm: Trong một vòng đời (từ lúc sinh ra đến khi chết đi) của một tín đồ của người Chăm Bà Ni các nghi thức, lễ nghĩa, trưởng thành, đám tang... khác hoàn toàn so với Hồi giáo.

## Tổ chức
Bà con Chăm Bani lên Gur (Nghĩa trang Chăm Bani) để làm cỏ, bồi đất lại cho các ngôi mộ. Ngày hôm sau, chức sắc và tín đồ mang đồ ăn nước uống lên cúng ông bà tổ tiên. Các điếu thuốc được cắm vào mộ, rượu được rót cho người quá cố.
Sau đó là dịp Mukei Tamâ, bà con Chăm Bani làm cỗ cúng ông bà. Những ngày này là ngày lễ lớn nhất của Chăm Bani, trẻ con được lì xì và mua cho áo mới, người lớn tổ chức ăn nhậu mời người khác đến nhà chơi. Không ai kể cả chức sắc phải nhịn đói trong tháng Ramưwan.
Cuối cùng là Chùa Bani mở cửa trong vòng một tháng. Bà con dân lễ vào Chùa Bani để cúng ông bà tổ tiên là trên hết, sau đó mới tôn thờ Po Awluah (Thánh Allah của Hồi Giáo).